# Alexander Schleicher K 8
Dimensions
L'Alexander Schleicher K8 est un planeur monoplace de perfectionnement développé pour occuper une place manquante entre le K 7, biplace d’école, et le Ka 6, monoplace de compétition. Étudié pour pouvoir être construit en kit par les clubs, c'était un monoplan à aile haute cantilever construit eu tubes d’acier soudés avec revêtement en fibre à l’avant, entoilé sur des cadres de bois du fuselage. La voilure gagnait 1,75 m2 par rapport au Ka 6 sans changer d’envergure, mais avec un nouveau profil.

## Versions
Le prototype prit l’air le 5 novembre 1957 et trois versions furent produites :
- K8: Première version, reconnaissable à une verrière très courte.
- K8B: Le modèle le plus construit, verrière agrandie B. Ce modèle a établi un record mondial de distance aller-retour aux États-Unis en 1968 avec vol de 767 km.
- K8C: Fuselage avant allongé, roue de l'atterrisseur plus large et avancée, avec suppression du patin amorti avant.

## Production
- > 20 de type K8
- >1100 de type K8B
- 10 de type K8C